# Klara Perić
Klara Perić, född 30 mars 1998, är en kroatisk volleybollspelare (passare).
Perić spelar med Kroatiens landslag och har med dem tagit i EM 2017 och 2021 och VM 2022. Hon har spelat med klubbar i Kroatien, Italien, Spanien, Slovenien och Finland.